# Вулиця Хоткевича (Львів)
Вулиця Хоткевича — вулиця у Сихівському районі міста Львова, у місцевості Сихів. Сполучає проспекти Червоної Калини та Святого Івана Павла II.

## Історія та забудова
Вулиця утворилася на початку 1980-х років. 1983 року була названа на честь українського поета Леоніда Кисельова. Сучасна назва від 1991 року на честь українського письменника, композитора, громадського діяча Гната Хоткевича.
Забудова — п'яти та дев'ятиповерхова 1980-х років.

### Будинки
№ 8 — одноповерхова будівля, в якій міститься ветеринарна аптека «Ветсервіс».
№ 16 — цю адресу мають два різних будинки:
- двоповерховий будинок, в якому до 1998 року містився дошкільний навчальний заклад № 112, розрахований на 12 груп (250 дітей)[7]. У вересні 1998 року приміщення колишнього дошкільного виховного закладу у довготривалу оренду (до 2025 року) одержав ліцей Блаженного Климентія Шептицького. У 2006 році архієпископ Львівський Ігор Возьняк передав опіку над ліцеєм монашому Згромадженню отців Салезіян Української Греко-Католицької Церкви. У 2007 році ліцей реорганізовано у гімназію Блаженного Климентія Шептицького, 2014 року змінено форму власності з приватної на комунальну і гімназію реорганізовано у НВК «Школа-гімназія I—III ступенів імені Блаженного Климентія та Андрея Шептицьких»[8]. Наприкінці січня 2017 року навчальний заклад відсвяткував своє 25-ліття з часу заснування[9]. Після закінчення багаторічного терміну оренди приміщення планується відновлення дошкільного навчального закладу № 112[10][11].
- п'ятиповерховий житловий будинок, збудований у 1987—1988 роках будівельниками зі східнонімецького міста Гера для працівників «Львівтрансгазу». Споруда схожа на німецькі житлові будинки та відрізняється від типової радянської житлової забудови Львова 1980-х років. На невеликому горбку перед будинком розташований дитячий майданчик, який теж облаштований німецькими будівельниками. На майданчику споруджено дві вежі, одна з написом «Львів», а інша — «Гера», які символізують ратуші двох міст — Львова та Гери[12].

№ 16а — три п'ятиповерхові житлові секції (1—3 під'їзди) цього будинку збудовані наприкінці 1980-х років за аналогічним, «німецьким» проєктом, що й сусідній п'ятиповерховий житловий будинок під № 16. Згодом добудовано ще шість типових радянських дев'ятиповерхових секцій (4—9 під'їзди) будинку серії КП.
№ 48 — будівля НВК «Школа-гімназія "Сихівська"», споруджена у 1985 році. Початково тут містилася загальноосвітня середня школа № 89 м. Львова, що 2001 року реорганізована у школу-гімназію «Сихівська». 2007 року шляхом реорганізації школи-гімназії «Сихівська», створений навчально-виховний комплекс «Школа-гімназія "Сихівська"» м. Львова. Від 2018 року — ліцей «Сихівський» Львівської міської ради.
В районі будинків на вул. Гната Хоткевича, 40, 42, 54 та ліцеїв «Оріяна» і «Сихівський» планують зробити сквер. Його площа складе близько 0,5 гектара. Назвуть на честь Героя України Олега Бабія.